# 秋鸣
秋鸣（1960年—），朝鲜族，同济大学国际足球学院特聘教授，原中国男子足球队教练，上海申花和广州恒大足球领队兼首席教练，韩国岭南大学博士学位，曾三次获得国际足联高级教练证书。

## 生平
1960年，秋鸣出生于吉林省延边朝鲜族自治州延吉市，15岁时进入吉林省青年队，参加过全国青年联赛。1982年从东北师范大学体育系毕业后，他在吉林省足球队踢了两年足球。1984年，他成为吉林省青年队的教练，后成为吉林省队教练。1991年，他受韩国足协的邀请，在韩国参加了车范根、许丁茂等人主持的为期半年的培训。1993年全国运动会上，秋鸣引进的352打法使吉林队得到“长白虎”的称号。1990年亚洲运动会期间，他担任了足球委员会的委员。
1994年9月至1998年8月，他留学韩国汉阳大学获体育学硕士学位。此后，他被上海市作为引进人才聘为上海申花的教练。1998年底，他被派往巴西参加集训，2001年回国后成为申花队的领队兼首席教练。2003年9月至2007年2月，他在韩国岭南大学深造获理学博士学位。此后，他回国在上海大学体育学院任教，2010年3月成为该校正教授。2007年至2008年间，他担任了中国男子足球队科研教练。
2009年起，秋鸣开始担任广州恒大足球领队兼首席教练，于2010年带队获得中甲冠军，次年夺得中超桂冠，2012年获中国足协超级杯冠军并在2012年亚足联冠军联赛进入亚洲十六强。

## 著作
- 《足球ABC》:北京体育大学出版社，2009年4月, ISBN 9787564401580